# Ruta Provincial 50 (Buenos Aires)
La Ruta Provincial 50 es una carretera interurbana de 656 km de extensión, ubicada la provincia de Buenos Aires, en Argentina. Tiene la particularidad de tener dos tramos separados: Uno que comunica la ciudad de Pearson con la Ruta Provincial 65 en Bolívar, y otro parcialmente pavimentado que conecta el pueblo de Espigas con la Ruta Provincial 55 cerca de Coronel Vidal.

## Localidades
A continuación se enumeran las localidades servidas por esta ruta.
- Partido de Colón: Acceso a Pearson y Acceso a Colón. (También por Ruta 8)
- Partido de General Arenales: Acceso a Ferré y General Arenales.
- Partido de Leandro N. Alem: Acceso a Vedia por Ruta 7.
- Partido de Lincoln: Acceso a Lincoln. (También por Ruta 188).
- Partido de Carlos Casares: Acceso a Carlos Casares por Ruta 5.
- Partido de Bolívar: No hay localidades de más de 500 habitantes.
- Partido de Tapalqué: Tapalqué.
- Partido de Azul: Cacharí.
- Partido de Rauch: Rauch.
- Partido de Ayacucho: Ayacucho.
- Partido de Mar Chiquita: Acceso a Coronel Vidal por Ruta 55.

La ruta está en perfectas condiciones de tránsito entre Carlos Casares y Colón incluyendo el tramo hasta Pearson. El tramo entre Rauch y Ayacucho en cambio, se encuentra en mal estado.